# Moggridgea ampullata
Moggridgea ampullata är en spindelart som beskrevs av Griswold 1987. Moggridgea ampullata ingår i släktet Moggridgea och familjen Migidae. Inga underarter finns listade i Catalogue of Life.